# Bitoma carinata
Bitoma carinata är en skalbaggsart som först beskrevs av Leconte 1863.  Bitoma carinata ingår i släktet Bitoma och familjen barkbaggar. Inga underarter finns listade i Catalogue of Life.